# Year 3000 (Busted)
«Year 3000» es el segundo sencillo de la banda de pop rock británica Busted, lanzado como un tema del disco Busted en 2003 y en 2003 como sencillo.
Busted lanzó este sencillo en el Reino Unido en 2003, y alcanzó la segunda posición en el UK Singles Chart. También, se colocó en el puesto número 34 de las mayores ventas del año, con 165 000 unidades. Este sencillo también logró gran éxito en Europa, ya que se puso en el puesto número 2 de los "single chart" de Irlanda, mientras que en Bélgica y Holanda alcanzó el puesto número 10.

## Temas

### CD1
1. «Year 3000» - Versión sencillo
2. «Year 3000» - Versión acústica
3. «Year 3000» - DJEJ Remix
4. «Year 3000» - Instrumental
5. «Year 3000» - Video

### CD2
1. «Year 3000» - Versión sencillo
2. «Fun Fun Fun»
3. «Late Night Sauna»
4. «Enhanced Section»

### CD de Europa
1. «Year 3000» - Versión sencillo
2. «Year 3000» - Versión acústica
3. «Year 3000» - DJEJ Remix
4. «Fun Fun Fun»
5. «Late Night Sauna»